# Claude Étienne Minié
Claude Étienne Minié, född 13 februari 1804 i Paris, död där 14 december 1879, var en fransk militär och uppfinnare.
Minié var kapten och tjänstgjorde som lärare vid skjutskolan i Vincennes 1852-1858 samt som föreståndare för en vapenfabrik och skjutskola i Kairo 1858-1878. År 1849 uppfann han expansionskulan, vilken i sin bakre del hade en urholkning, i vilken krutgasen trängde in vid skottlossningen och pressade ut kulans väggar i räfflorna. Detta hade förut skett medelst slag av laddstocken. Dessa kulor sköts med de efter honom benämnda miniégevären.